# Terje Vik Schei
Terje Vik Schei (* 7. července 1974, Kristiansand, Norsko), známý také jako Tchort, je norský hudební producent, skladatel, kytarista a baskytarista známý z účinkování v několika metalových kapelách jako Blood Red Throne, The 3rd Attempt, Carpathian Forest a Emperor. Je frontmanem původně deathmetalové a poté progresivní kapely Green Carnation, je také jejím spoluzakladatelem.
Pseudonym Tchort si vybral podle slovanského slova (česky/slovensky čert, ukrajinsky/bělorusky Чорт, polsky czort nebo czart, rusky Чёрт).
V 90. letech 20. století byl odsouzen za napadení nožem, ve vězení strávil 2 roky. 
Společně s Kjetilem Nordhusem (Green Carnation, Chain Collector) založil v roce 2005 vlastní hudební vydavatelství Sublife Productions.

## Filmografie
- Once Upon a Time in Norway (2007, dokumentární film, režie: Pål Aasdal, Martin Ledang)[3]